# Hap Sharp
James R. Sharp (1 de janeiro de 1928 – 7 de maio de 1993) foi um automobilista norte-americano que participou de 6 Grandes Prêmios de Fórmula 1 entre 1961 e 1964. Seu melhor resultado foi o 7º lugar no Grande Prêmio do México de 1963. 
Suicidou-se em 1993, após receber diagnóstico de câncer.